# Crăciunelu de Jos
Crăciunelu de Jos (deutsch Christendorf oder Kratschendorf, ungarisch Alsókarácsonfalva) ist eine rumänische Gemeinde im Kreis Alba in der Region Siebenbürgen.

## Geographische Lage

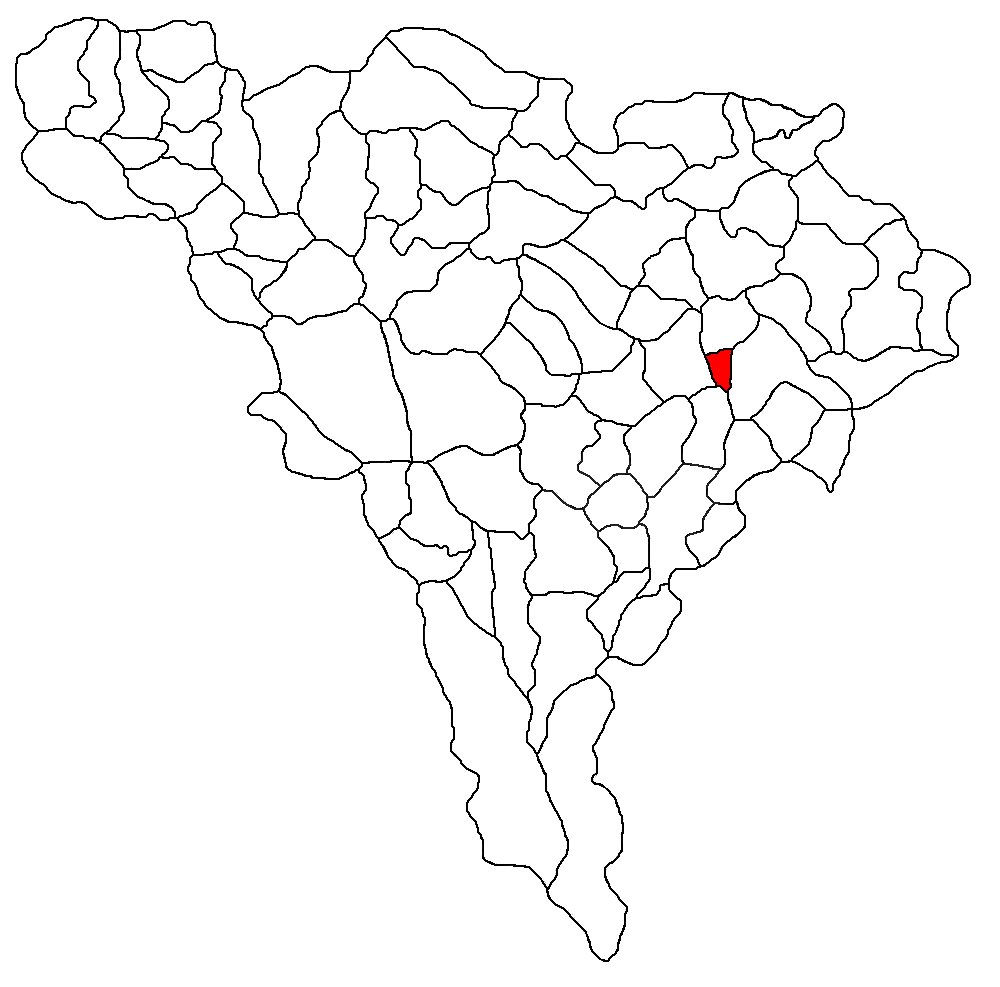
Lage von Crăciunelu de Jos im Kreis Alba

Crăciunelu de Jos, bekannt auch unter den ungarischen Bezeichnungen Oláhkarácsonfalva oder Karácsonfalva, liegt im Südwesten des Siebenbürgischen Beckens, am Fluss Târnava (Kokel), am Drum național 14B und der Bahnstrecke Teiuș–Brașov. Die Stadt Blaj liegt 7 Kilometer östlich und die Kreishauptstadt Alba Iulia 33 Kilometer südwestlich entfernt.

## Geschichte
Nach Berichten von G. Téglás und Kurt Horedt wurden auf dem Territorium der Gemeinde Funde aus der Bronze-, der Hallstatt- und der La-Tène-Zeit entdeckt. Crăciunelu de Jos wurde urkundlich erstmals im Jahre 1324 unter dem Namen domus Karachyni, 1332 unter villa Karachyni erwähnt. Es war im Mittelalter ein von hörigen Ungarn und Rumänen bewohntes Dorf, das der ungarischen Adelsfamilie Bánffy gehörte. 1733 wurde es als Also-Kracsunfalva und Weinbauort erwähnt. Bis Ende 2005 war die jetzige Gemeinde Bucerdea Grânoasă unter Verwaltung von Crăciunelu de Jos.

## Bevölkerung
Die Bevölkerung der Gemeinde entwickelte sich wie folgt:
| 1850 | 805   | 727   | 39  | -  | 39            |
| 1900 | 1.223 | 1.063 | 151 | 4  | 5             |
| 1930 | 1.666 | 1.450 | 164 | 8  | 44            |
| 1966 | 1.995 | 1.824 | 124 | 15 | 32            |
| 2002 | 2.092 | 1.962 | 102 | -  | 28            |
| 2011 | 1.954 | 1.823 | 58  | -  | 73            |
| 2021 | 1.954 | 1.729 | 2   | -  | 223 (51 Roma) |

Die höchste Einwohnerzahl der Ungarn (213) wurde 1910, die der Deutschen (15) 1920 und 1966 und die der Roma (231) 1992 festgestellt. Bei der Volkszählung von 1992 wurden zum letzten Mal zwei Deutsche registriert.

## Sehenswürdigkeiten
- Katholische Kirche, 1998 errichtet.[10]
- Ein Wegkreuz im Zentrum von Crăciunelu de Jos, 1993 erbaut.[7]
- Obelisk – Denkmal der Helden des Ersten Weltkriegs